# Сукабумі

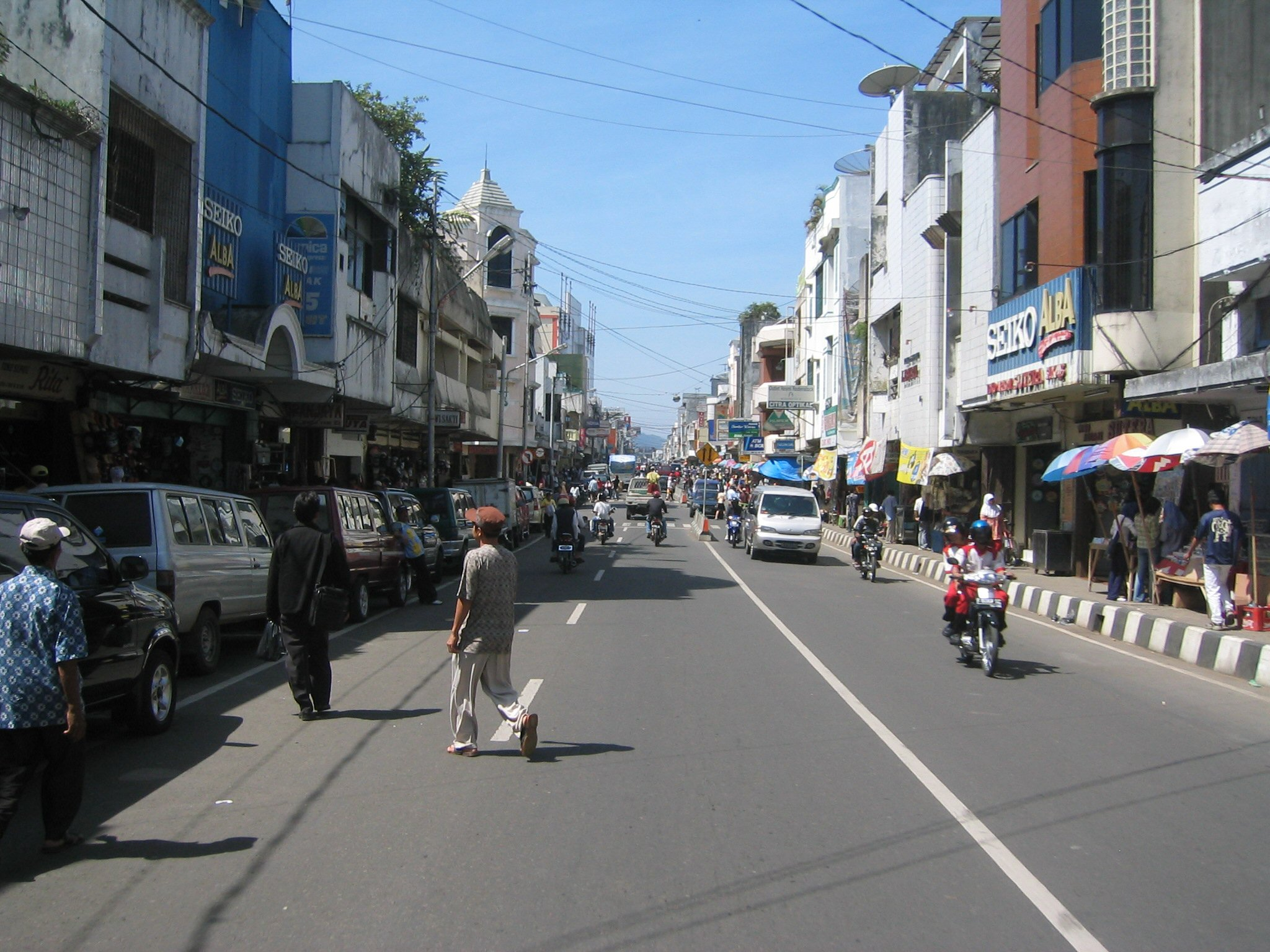
Центральна вулиця Сукабумі

Сукабу́мі (індонез. Sukabumi) — місто в Індонезії, на острові Ява, в провінції Західна Ява. Територія міста виділена у самостійну адміністративну одиницю — муніципалітет (ко́та). Населення станом на кінець 2011 року становить понад 356 тисяч осіб, площа — 48 км².
Розташоване у гористій місцевості біля підніжжя вулкана Геде в південно-західній частині провінції за 120 кілометрів на південь від столиці країни Джакарти. Основне населення — сунданці, переважне віросповідання городян — іслам сунітського напряму.
Засноване у 1815 році в період британської окупації Нідерландської Ост-Індії, офіційний статус міста отримало у 1914 році. В період японської окупації під час Другої світової війни в місті знаходився великий концентраційний табір для військовополонених союзників. Під час війни Індонезії за незалежність в місті та його околицях відбувалися серйозні зіткнення збройних сил Республіки з британськими і нідерландськими військами.
Гірськокліматичний курорт. Міська поліцейська академія є найстарішим, найбільшим і багатопрофільним поліцейським навчальним закладом Індонезії. Наявна низка промислових підприємств провінційного значення.

## Історія

### Доколоніальний період
Час утворення перших населених пунктів на місці Сукабумі не встановлений, але відомо, що до кінця першого тисячоліття нашої ери на цій території здійснювалась організована господарська діяльність. Саме тут була виявлена найбільш давня пам'ятка яванської мови, яка у наукових колах отримала назву «сукабумський надпис»: в тексті, вирізьбленому на кам'яні плиті і датованому 25 березня 804 року, описується будівництво іригаційних споруд. В цей період територія міста належала до володінь королівства Сунда (індонез. Kerajaan Sunda).
В кінці XVI століття ця місцевість була захоплена султанатом Бантам, яке підкорило королівство Сунда, проте вже у 1620-ті роки спроби заволодіти нею відбулися одночасно з боку східного сусіда Бантама султанату Матарам і Нідерландської Ост-Індійської компанії (НОІК), що заснувала до цього часу у декількох десятках кілометрів на північ від майбутнього Сукабумі свій яванський форпост — Батавію. Після низки військових зіткнень між бантамцями, матарамцями і голландцями вона опинилась у складі території буферної зони, створеної між володіннями НОІК і Матарамом.

### Колоніальний період
У 1677 році, після того, як голландці змусили Матарам підписати серію нерівноправних угод, територія Сукабумі опинилась під контролем НОІК. До цього часу тут існувало декілька сунданських поселень сільського типу, найбільшим з яких був Чіколе (в теперішній час цю назву зберігає один з районів міста).

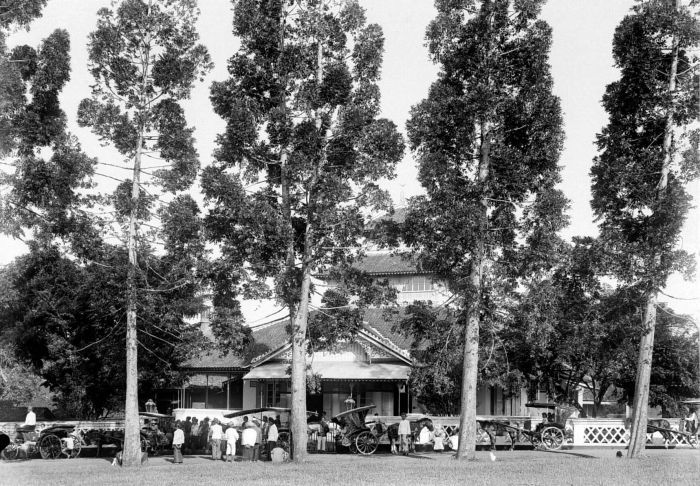
Весільна процесія біля міської мечеті Сукбумі. Фото 1912 року

Спершу місцевість не становила істотного господарського інтересу для колонізаторів. Однак після завезення на Яву голландцями наприкінці XVII століття кави, вона стала одним з перших районів насаджень цієї культури: розбиті тут кавові плантації почали давати врожай на початку 1710-х років. Протягом наступних десятиліть поселення, яке тут знаходилось, поступово збільшувалось, однак місцевість переважно залишалася зайнятою сільськогосподарськими угіддями. 1786 року голландська влада проклала сюди дорогу, що з'єднала Чіколе з Батавією та іншими населеними пунктами Західної Яви — Богором і Бандунгом.
Наприкінці XVIII століття місцевість, як і вся територія Нідерландської Ост-Індії, пережила поетапний процес переходу під управління від НОІК до безпосередньо Нідерландів. 1796 року управління збанкрутілою компанією було передано урядовому комітету з остіндських справ, у 1798 році нідерландська держава прийняла на себе всі борги і зобов'язання НОІК, і, одночасно, права щодо її володінь. Якихось істотних адміністративних перетворень за цим не відбулося — генерал-губернатор, зберігаючи колишню систему управління, почав представляти не Ост-Індську компанію, остаточно ліквідовану в 1800 році, а безпосередньо нідерландський уряд. Водночас, оскільки в цей період Нідерланди були підпорядковані наполеонівській Франції, черговий генерал-губернатор, Герман Віллем Дендельс, який прибув на Яву у 1808 році, отримав це призначення від Людовика I Бонапарта і, відповідно, проводив курс на забезпечення саме французьких інтересів.
У 1811 році ця територія, як і вся Ява, опинилася під окупацією британців, які висадилися на острові і придушили франко-нідерландські сили. Саме до періоду британського контролю відноситься створення тут населеного пункту з його сучасною назвою. 1813 року землі, на яких розташоване теперішнє місто, були придбані нідерландським лікарем і плантатором Андрієсом де Вілде (нід. Andries de Wilde), який зайнявся облаштування місцевості. 5 січня 1815 року де Вілде офіційно об'єднав місцеві селища Чікола і Парунг-Сеах в єдине поселення, яке, за дозволом британської адміністрації, отримало назву «Сукабумі» — похідну від сунданського «suka bumen», буквально «земля, що подобається», «приємна земля».

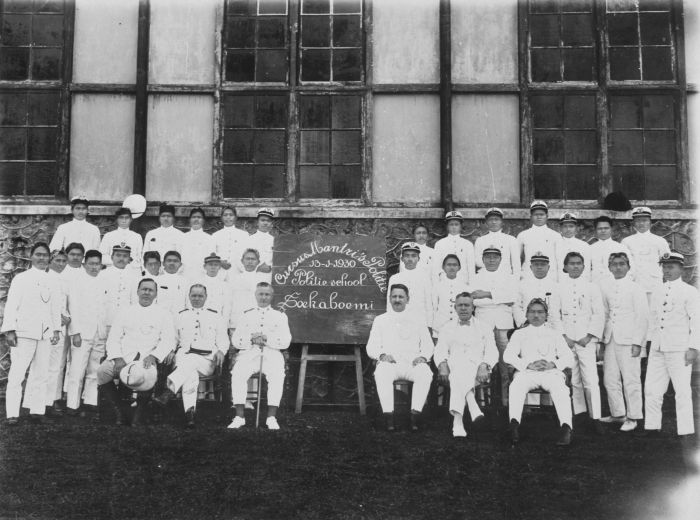
Груповий портрет викладачів і випускників поліцейської академії. Фото 1930 року

Нове поселення зберегло свою назву після повернення колонії під контроль Нідерландів у 1816 році. В наступні десятиліття воно доволі швидко збільшувалось за рахунок тубільного і європейського населення: голландців приваблювали не тільки можливості комерційної діяльності в районі активного плантаційного господарства (1849-х роках, окрім кави, в цьому районі почали активну культивацію чаю), але й місцевий відносно прохолодний клімат, якій вигідно відрізняв Сукабумі від сусідньої Батавії. Багато чиновників колоніальної адміністрації і великі банкіри будували тут літні резиденції.
У 1870 році Сукабумі отримало статус низової адміністративно-територіальної одиниці в рамках системи управління колонією. Формальним керівником місцевості вважався представник місцевої феодальної знаті, діяльність якого повністю контролювалась прикомандированим до нього нідерландським чиновником — «асистент-резидентом» (нід. assistent-resident). 1 квітня 1914 року Сукабумі був наданий статус міського муніципалітету (нід. gemente) — саме ця дата відзначається в теперішній час в Сукабумі як день заснування міста.
У 1926 році Сукабумі очолив нідерландський колоніальний чиновник у званні бургомістра — це підкреслювало економічну і адміністративну значущість міста, а також істотну чисельність місцевої голландської общини, — близько 1,5 тисячі осіб з 24-тисячного населення міста (ще близько 3 тисяч становили етнічні китайці, решта були місцевими жителями, переважно сунданцями). В цей час тут існувала досить розвинена за мірками Нідерландської Ост-Індії міська інфраструктура, що включала різноманітні адміністративні будівлі, окремі школи для голландців і тубільців, лікарню, системи електропостачання і телефонного зв'язку. 1925 року в місті була створена поліцейська академія, яка стала найбільшим і багатопрофільним навчальним закладом такого роду у всій колонії. 1926 року тут був побудований залізничний вокзал, у 1927 році зведена католицька церква Святого Йосипа, пізніше вона стала кафедральним собором місцевої римо-католицької єпархії.
У 1920-ті роки, у міру становлення національно-визвольного руху, в місті створювались осередки різних політичних партій і громадських організацій. Водночас, оскільки в Сукабумі була наявна велика в'язниця і численні поліцейські сили, сюди нерідко висилалися або переводилися для відбування ув'язнення багато антиколоніальних активістів. Так, у 1942 році, безпосередньо перед японським вторгненням, в місто під нагляд поліції був направлений Мохаммад Хатта, майбутній віце-президент Республіки Індонезії.

### Період Японської окупації
В березні 1942 року Сукабумі був зайнятий збройними силами Японії, які вдерлись у Нідерландську Ост-Індію. Місто, як і більша частина території Яви, було включене до зони окупації 16-ї японської армії.
В перші тижні окупації японцями в Сукабумі був створений найбільший на Яві концентраційний табір військовополонених. В числі тисяч солдатів і офіцерів союзницьких військ тут, зокрема, утримувався південноафриканський письменник і громадський діяч Лоренс ван дер Пост. Пізніше, після облаштування концентраційних таборів в інших районах Яви, значна частина військовополонених була звідси переведена.
В рамках впроваджуваного японцями курсу на стимулювання націоналістичних, антиголландських настроїв серед індонезійського населення місцеві жителі були широко допущенні до обіймання різних адміністративних посад. В місті був розміщений один з центрів підготовки створюваного окупаційною адміністрацією індонезійського військового ополчення ПЕТА (індонез. PETA, Pembela Tanah Air — «Захисники батьківщини»).
Окупація міста завершилась 21 серпня 1945 року, коли японський гарнізоном був роззброєний силами місцевого індонезійського ополчення, основу якого складали частини ПЕТА, що вийшли з-під японського контролю.

### В складі незалежної Індонезії

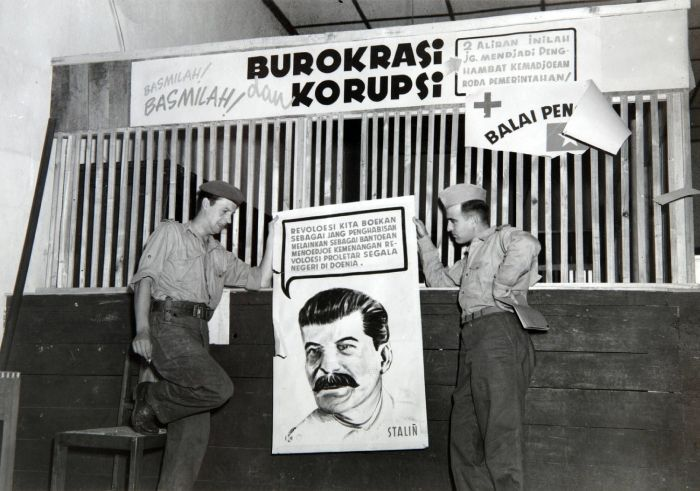
Голландські солдати в зайнятому Сукабумі, які виявили портрет Сталіна в офісі місцевого осередку молодіжної просоціалістичної організації. Фото 1947 року

Після проголошення 17 серпня 1945 року незалежної Республіки Індонезії Сукабумі опинився на території нової держави. В серпні-жовтні 1945 року в місті були частково сформовані органи влади, підзвітні уряду Сукарно, почали створюватися територіальні підрозділи національних збройних сил і поліції. В грудні 1945 — березні 1946 року відбулася серія зіткнень між частинами індонезійських збройних сил, що базувалися в Сукабумі, і британськими військами, які висадилися на Яві для роззброєння японців, а також звільнення і вивезення союзницьких військовополонених: зокрема, індонезійці здійснили декілька нападів на британські автомобільні конвої. Пізніше в районі міста почалися бойові дії між індонезійцями і голландцями, які намагалися відновити контроль над колишньою колонією. 21 липня 1947 року Субакумі був зайнятий нідерландськими військами.
В лютому 1948 року місто було включене у склад квазінезалежної держави Західна Ява (індонез. Negara Jawa Barat), перейменованої у квітні того ж року на Державу Пасундан (індонез. Negara Pasundan), яка була створена за ініціативи Нідерландів у розрахунку перетворити свої колишні колоніальні володіння в Ост-Індії на незалежне федеративне утворення. В грудні 1949 року Парсудан увійшов до складу Сполучених Штатів Індонезії (СШІ), індонез. Republik Indonesia Serikat (RIS), утворених за результатами Гаазької конференції круглого столу.
У лютому 1950 року Сукабумі в результаті поразки Пасундану у швидкоплинному конфлікті з Республікою Індонезією, що також входила до складу СШІ, місто було включене до складу останньої. Це було офіційно оформлене у серпні 1950 року з проголошенням Індонезії унітарною державою.
У 1050 році Сукабумі був наданий адміністративний статус «маленького міста» (індонез. Kota Kecil) в складі провінції Західна Ява, у 1957 році — статус «середнього самоврядованого міста» (індонез. Kota Praja). 1965 року був місто отримало статус міського муніципалітету, який, за деяких змін назви даної адміністративної одиниці, зберігається дотепер.

## Фізико-географічна характеристика

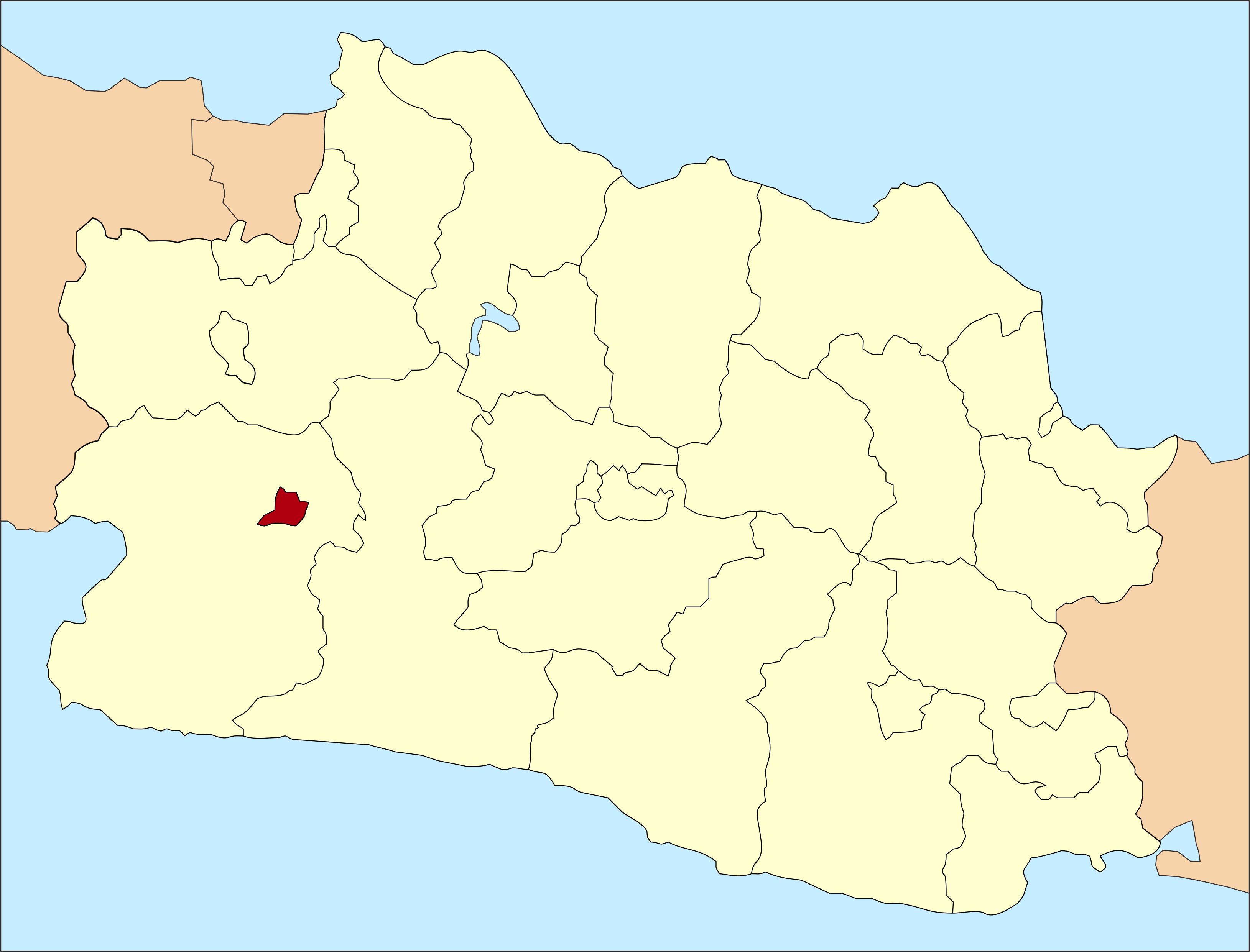
Сукабумі на карті провінції Західна Ява. Територія муніципалітету виділена червоним

### Географія
Географічні координати Сукабумі — 6°55′11″ пд. ш. 106°55′38″ сх. д. / 6.91972° пд. ш. 106.92722° сх. д.
Місто знаходиться в західній частині острова Ява, в південно-західній провінції Західна Ява приблизну у 120 км на південь від столиці країни Джакарти і у 95 км на захід від Бандунга, адміністративного центру провінції. Займає площу 48,00231 км². Має неправильну форму «чобота», «носок» якого направлений на захід, а інша частина — на північ. Максимальна протяжність з півночі на південь близько 7,5 км, з заходу на схід — близько 6 км. Територія міста зі сіх сторін оточена територією однойменного округу (кабупа́тена).

### Рельєф, геологічні особливості, природні умови
Розташоване на плоскогір'ї біля підніжжя стратовулкана Геде, вершини якого знаходяться приблизно за 6—8 км на північ від міста. На відстані близько 35 км на захід знаходиться інший великий вулкан — Салак.
Місцевість у місті переважно відносно рівна з поступовим підвищенням з півдня на північ. Середня висота місцевості над рівнем моря в межах міста становить 584 метри. В геологічній структурі ґрунтів переважають вулканічні осадові породи.
Місто належить до сейсмічно активної зони, на його території періодично фіксуються підземні поштовхи. Останній (на січень 2013 року) серйозний землетрус — магнітудою 5,5 за шкалою Ріхтера відбувся тут 10 листопада 2012 року (епіцентр знаходився біля узбережжя Яви за 85 км на північний захід від міста).
В міських межах течуть 29 невеликих річок, які відносяться до басейну Індійського океану. Найбільшими з них є Чіпеланг (Cipelang), Чімандірі (Cimandiri), Чіпанега (Cipanegah), Тіпар (Tipar), Чісуда (Cisuda). Історично дебіт місцевих річок схильний до істотних сезонних коливань, що традиційно обумовлювало часті розливи і повені. Однак комплекс гідротехнічних заходів, вжитий у 2000-ні роки міською владою, дозволив значно понизити ризик повеней — станом на кінець 2012 року до них схильні тільки три місцеві річки.
Місцевість, що оточує місто, в значному ступені вкрита лісами, однак в самому Сукабумі площа деревних насаджень досить мала. При цьому понад 45 % міської території займають поля.

### Клімат
Клімат екваторіальний, вологий: середньорічний показник відносної вологості становить близько 85 %. Середньорічний показник кількості атмосферних опадів в різних районах міста, за даними на 2011 рік, коливається від 1969 до 2291 мм. Найбільшої інтенсивності дощі досягають у березні і листопаді, найбільш посушливі місяці — серпень і вересень.
При цьому клімат Сукабумі значно прохолодніший, ніж в середньому на острові Ява: середньорічний температурний максимум становить менше +26 °C, в той час як, наприклад, в Джакарті цей показник перевищує +32 °C. Різниця між максимальними і мінімальними добовими температурами за індонезійськими мірками досить значна — близько 10 °C.
| Клімат Сукабумі         | Клімат Сукабумі | Клімат Сукабумі | Клімат Сукабумі | Клімат Сукабумі | Клімат Сукабумі | Клімат Сукабумі | Клімат Сукабумі | Клімат Сукабумі | Клімат Сукабумі | Клімат Сукабумі | Клімат Сукабумі | Клімат Сукабумі | Клімат Сукабумі |
| Показник                | Січ.            | Лют.            | Бер.            | Квіт.           | Трав.           | Черв.           | Лип.            | Серп.           | Вер.            | Жовт.           | Лист.           | Груд.           | Рік             |
| Абсолютний максимум, °C | 33              | 36              | 34              | 32              | 37              | 38              | 36              | 34              | 37              | 35              | 36              | 32              | 38              |
| Середній максимум, °C   | 25              | 25              | 26              | 26              | 26              | 26              | 26              | 26              | 27              | 27              | 26              | 25              | 26              |
| Середня температура, °C | 22              | 22              | 22              | 22              | 22              | 22              | 22              | 22              | 22              | 23              | 22              | 22              | 22              |
| Середній мінімум, °C    | 18              | 18              | 18              | 18              | 18              | 18              | 17              | 17              | 17              | 18              | 18              | 18              | 18              |
| Абсолютний мінімум, °C  | 11              | 9               | 9               | 10              | 10              | 13              | 7               | 3               | 13              | 10              | 11              | 10              | 3               |
| Норма опадів, мм        | 180             | 152             | 299             | 172             | 249             | 94              | 79              | 9               | 6               | 138             | 323             | 267             | 1969            |
| ----------------------- | --------------- | --------------- | --------------- | --------------- | --------------- | --------------- | --------------- | --------------- | --------------- | --------------- | --------------- | --------------- | --------------- |
| Джерело:                |                 |                 |                 |                 |                 |                 |                 |                 |                 |                 |                 |                 |                 |

| Період    | Січень | Лютий | Березень | Квітень | Травень | Червень | Липень | Серпень | Вересень | Жовтень | Листопад | Грудень | Рік |
| --------- | ------ | ----- | -------- | ------- | ------- | ------- | ------ | ------- | -------- | ------- | -------- | ------- | --- |
| Кількість | 18     | 16    | 28       | 21      | 19      | 6       | 9      | 2       | 2        | 12      | 27       | 21      | 181 |

### Екологічне становище
Екологічне становище в Сукабумі загалом є цілком сприятливим, передусім, через відсутність у місті та його околицях великих промислових підприємств. Разом з тим, невпорядковані викиди великої кількості побутових відходів — насамперед, в районах проживання найбіднішої частини міського населення — серйозно позначаються на чистоті річних і ґрунтових вод. Щонайменше у трьох міських ріках у воді виявлена присутність хвороботворних організмів — зокрема, кишкової палички — на рівні, що значно перевищує допустиму норму. Лише 37,9 % джерел питної води в місті маються низький рівень зараження, 40,7 % мають середній ризик, 17,7 % — високий ризик і 3,7 % — дуже високий ризик забруднення. Для покращення ситуації наприкінці 2010 років місцева влада розгорнула програму будівництва мережі сучасних сміттєсховищ, очисних споруд і потужностей з переробки сміття.

## Населення

### Чисельність, динаміка росту, вікова і гендерна структура
За даними на кінець 2011 року, чисельність населення Сукабумі становить 356 085 осіб. Відповідно, середня густота міського населення становить понад 7 418 осіб на км². Найщільніше заселений центральний район Чітаманг — 13 865 осіб на км, найменш щільно — південно-західний район Лембурсіту, де цей показник становить 4 413 осіб на км².
Темпи росту міського населення на початку XXI століття були вельми високими, що в цілому вкладається в рамки загальних демографічних і урбанізаційних процесів, що відбуваються у цей період в Західній Яві. Так, в період з 2002 року, коли в Сукабумі мешкало 269 142 осіб, по 2011 рік кількість городян зросла на понад 32 %. Річні темпи росту населення у порівнянні 2011 і 2010 років склали понад 10 %, причому більша частина цього зростання була забезпечена не за рахунок природного приросту, а за рахунок імміграційних потоків. Настільки високі темпи росту населення значно перевищують демографічні розрахунки місцевої влади — за планом демографічного розвитку, складеному 2008 року, кількість жителів міста у 2011 році мала скласти лише 296 572 осіб.
Співвідношення статей серед населення Сукабумі становить 1,02 на користь чоловіків (на 2011 рік в місті проживало 180 696 чоловіків і 175 389 жінок, відповідно 50,75 % і 49,25 %) — подібний показник є типовим для Індонезії і Західної Яви зокрема. Для вікового складу характерна висока частка молоді, що також типово для Індонезії і загалом для більшості країн, що розвиваються: більше ніж половина городян, молодших 30 років. 2011 року в місті було зареєстровано 100 131 сімей, середня чисельність сім'ї становить 3,56 особи (проти, відповідно, 75 703 і 3,8 у 2010 році.
| Вікова група    | Частка в складі населення (%) | Абсолютна кількість | Кількість чоловіків | Кількість жінок |
| --------------- | ----------------------------- | ------------------- | ------------------- | --------------- |
| до 5 років      | 6,15                          | 21 905              | 11 323              | 10 582          |
| 5 — 9 років     | 9,45                          | 33 653              | 17 385              | 16 268          |
| 10 — 14 років   | 9,03                          | 32 152              | 16 560              | 15 592          |
| 15 — 19 років   | 8,59                          | 30 578              | 15 614              | 14 964          |
| 20 — 24 роки    | 8,89                          | 31 548              | 15 816              | 15 732          |
| 25 — 29 років   | 9,79                          | 34 850              | 17 852              | 16 998          |
| 30 — 34 роки    | 9,35                          | 33 307              | 17 098              | 16 209          |
| 35 — 39 років   | 7,89                          | 28 086              | 14 385              | 13 701          |
| 40 — 44 роки    | 7,29                          | 25 949              | 13 202              | 12 747          |
| 45 — 49 років   | 6,13                          | 21 823              | 11 041              | 10 782          |
| 50 — 54 роки    | 5,17                          | 18 413              | 9442                | 8971            |
| 55 — 59 років   | 4,02                          | 14 332              | 7336                | 6996            |
| старше 60 років | 8,28                          | 29 489              | 13 642              | 15 847          |

### Етнічний і конфесійний склад, мови

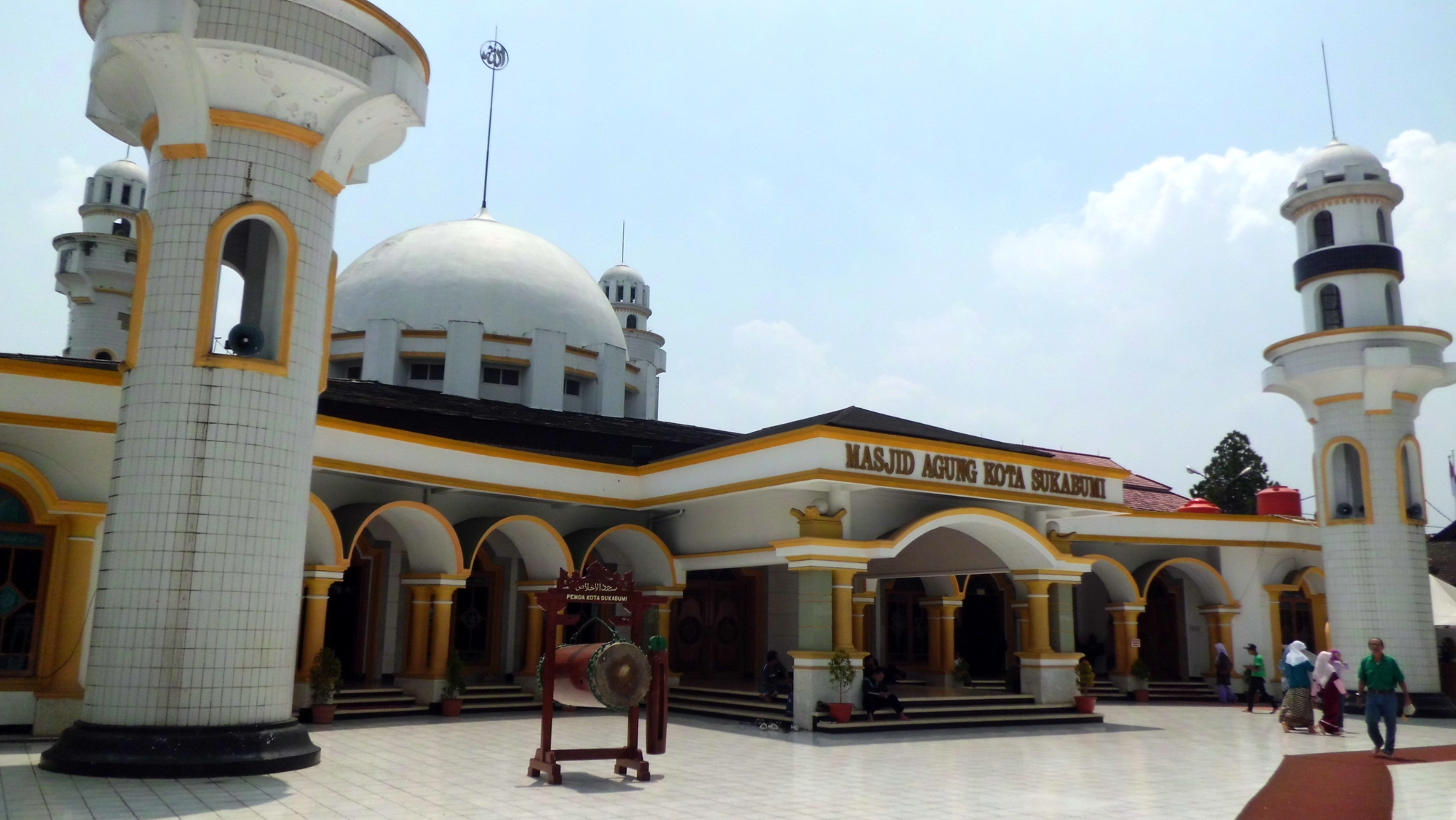
Соборна мечеть Сукабумі

Більша частина жителів міста — сунданці, проживає також значна кількість яванців і осіб змішаного сундансько-яванського походження. Наявна відносно велика китайська громада. Практично все доросле населення вільно володіє державною мовою країни — індонезійською, якою повсюдно користується у сферах управління, освіти, діловодства, у місцевих ЗМІ. З цієї причини сунданська мова, яка традиційно активно використовувалася на побутовому рівні, поступово витісняється зі вжитку, особливо у молодіжному середовищі. З урахуванням даної тенденції, міська влада, з метою збереження етнокультурної і мовної спадщини, пропагує вивчення сунданської і відкриває відповідні курси і центри.
Абсолютна більшість городян — понад 95 % — мусульмани-суніти. Є також християнські — католицька і протестантська — громади і незначна кількість адептів інших релігій. У 1948—1961 роках місто було центром однойменної єпархії римсько-католицької церкви, потім кафедра була перенесена в Богор. В теперішній час міська парафія належить до богорської єпархії. В місті є 386 мечетей і 826 молитовень, розташованих у різних громадських місцях, а також 19 християнських церков і 2 буддистських храми.
| Релігія               | Кількість віруючих | Частка в міському населенні (%) |
| --------------------- | ------------------ | ------------------------------- |
| Мусульмани            | 340 571            | 95,64                           |
| Християни-католики    | 7874               | 2,21                            |
| Християни-протестанти | 3859               | 1,08                            |
| Індуїсти              | 3673               | 1,03                            |
| Буддисти              | 86                 | 0,02                            |
| Інші                  | 22                 | менше 0,01                      |

## Адміністративний устрій

### Статус і адміністративний поділ

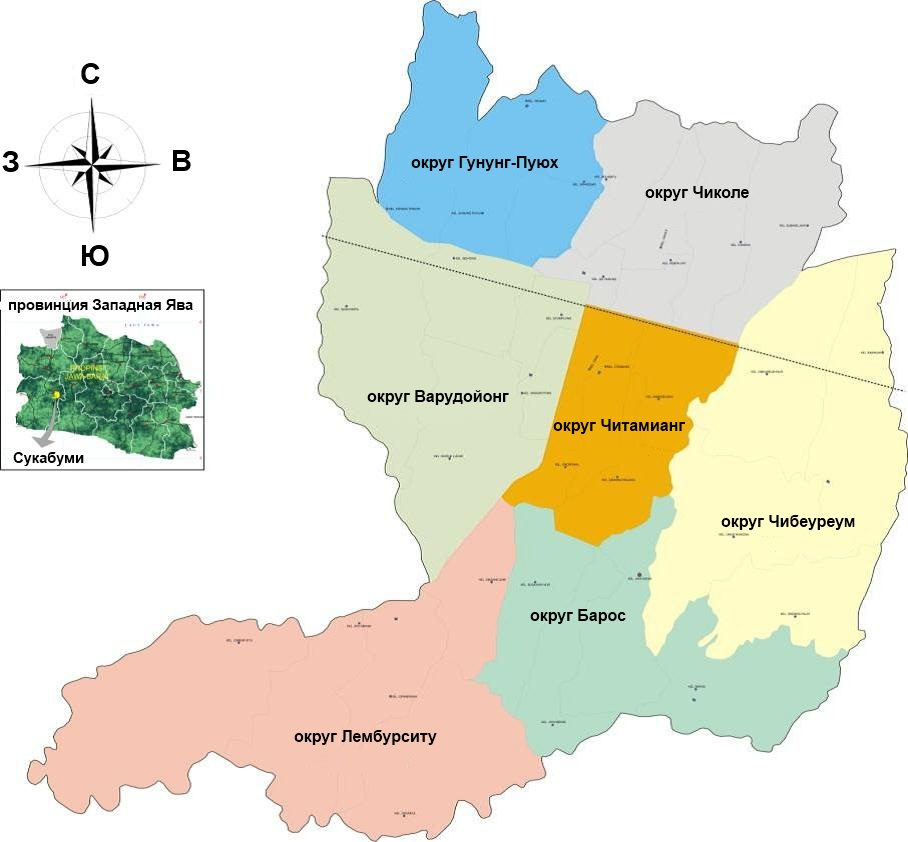
Мапа Сукабумі з вказанням районів міста

Територія міста виділена в окрему адміністративну одиницю — муніципалітет (ко́та), що за статусом є рівною округу. Муніципалітет Сукабумі поділений на сім районів (кечама́танів), які, в свою чергу, поділяються на 33 адміністративні одиниці нижчого рівня — поселення (де́си). Сучасний адміністративний поділ затверджений у 2011 році — до цього місто поділялось на 5 районів, кількість поселень була такою самою.
| Назва району українською мовою | Назва району індонезійською мовою | Населення | Площа (км²) | Кількість поселень |
| ------------------------------ | --------------------------------- | --------- | ----------- | ------------------ |
| Барос                          | Baros                             | 36 301    | 6,11        | 4                  |
| Лембурсіту                     | Lembursitu                        | 39 265    | 8,89        | 5                  |
| Чібеуреум                      | Cibeureum                         | 42 381    | 8,77        | 4                  |
| Чітаміанг                      | Citamiang                         | 55 973    | 4,04        | 5                  |
| Варудойонг                     | Warudoyong                        | 63 554    | 7,59        | 5                  |
| Гунунг-Пуюх                    | Gunung Puyuh                      | 50 439    | 5,49        | 4                  |
| Чіколе                         | Cikole                            | 68 172    | 7,08        | 6                  |

### Міська влада

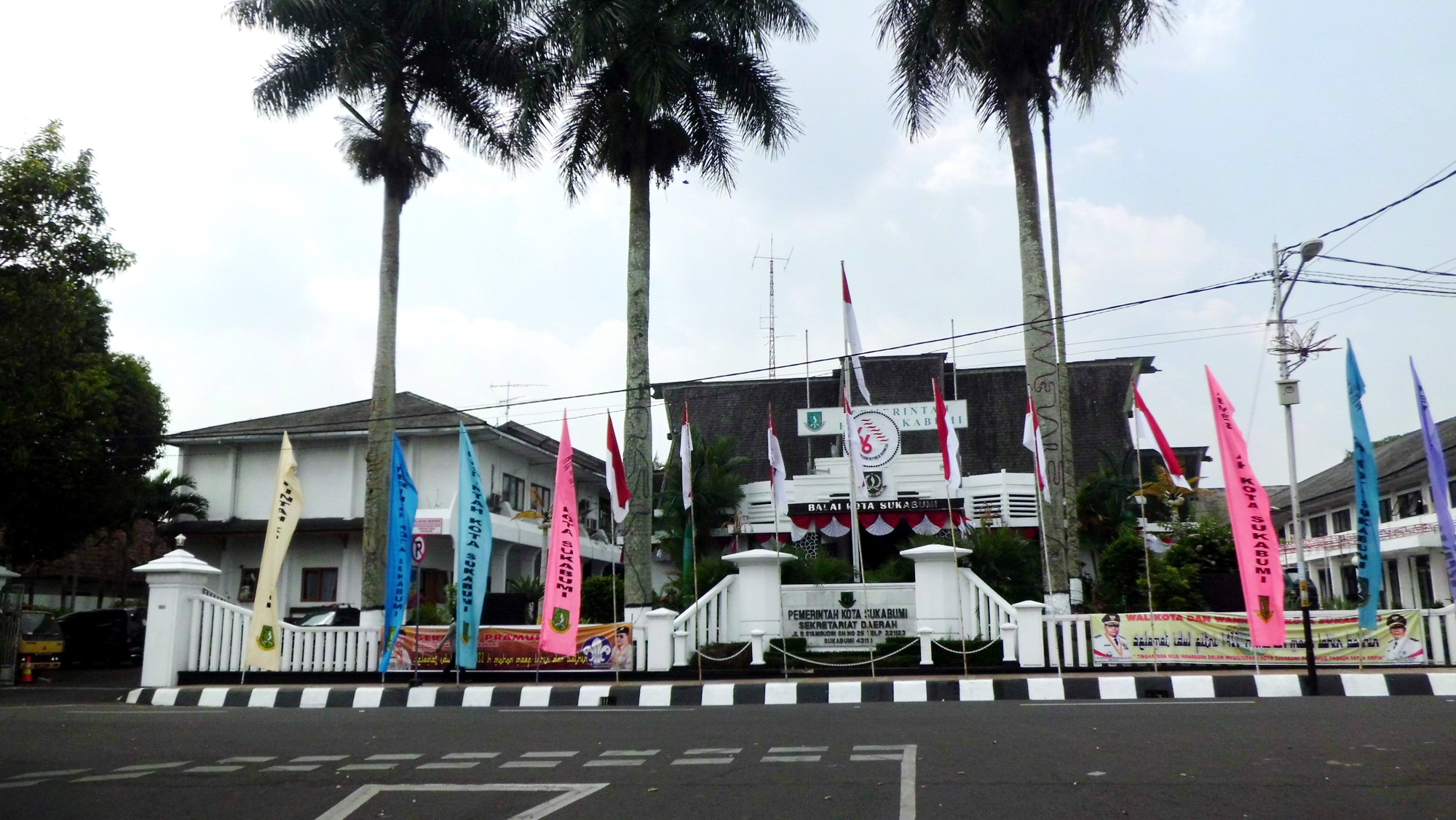
Будівля міської адміністрації Сукабумі

Місто очолює мер, який так само, як мери інших індонезійських міст, згідно з Законом Республіки Індонезії № 32 від 2004 року, обирається мешканцями міста через прямі вибори, які проводяться один раз на 5 років (раніше директивно призначався провінційною адміністрацією). Одночасно з мером обирається його заступник — віце-мер. В ході перших в історії Сукабумі виборів мера і віце-мера, що відбулись 7 березня 2008 року, на першу посаду був обраний Муслік Абдушукур (індонез. Muslikh Abdusyukur), на другу — Мульйоно (Mulyono). Обидва приступили до виконання посадових обов'язків 13 травня 2008 року, повноваження обох доходять кінця 13 травня 2013 року.
24 лютого 2013 року відбулись чергові вибори мера і віце-мера Сукабумі, перемогу на яких здобули Мохамад Мураз (індонез. Mohamad Muraz) і Ахмад Фахмі (індонез. Achmad Fahmi), отримавши 35,11 % голосів місцевих виборців (відрив від найближчих суперників становив лише 0,4 % — 68 голосів). Нові міські керівники мають приступити до виконання своїх обов'язків 13 травня 2013 року.
Законодавчу владу в місті здійснює Міська рада народних представників у складі 30 депутатів, яка також обирається мешканцями шляхом прямих виборів і має п'ятирічні повноваження. Спікером ради, сформованої за результатами виборів, що відбулись 9 квітня 2009 року, є Аеп Сепурахман (індонез. Aep Saepurahman). В складі ради — фракції шести політичних партій. Депутатами сформовано три комітети — з питань управління, з питань економіки, фінансів і регіонального розвитку і з соціальних питань.